# RICH
RICH-детекторы (читается «РИЧ-детекторы», англ. Ring Image CHerenkov detectors) — детекторы, регистрирующие кольца от черенковского излучения.
RICH-детекторы бывают следующих типов:
- Радиатор выбирается достаточно тонким, и фотоны попадают непосредственно на фотоприёмник (прямая фокусировка)
- Рассчитан на протяжённый (обычно газоразрядный) радиатор. В нём черенковские фотоны попадают на сферическое или параболическое зеркало и отражаются им обратно на фотоприёмник, находящийся на расстоянии фокальной длины f этого зеркала. В результате на фотоприемнике возникает световой круг радиусом f tg(θ) независимо от точки эмиссии фотона вдоль трека частицы.
- Существует и третий тип, сравнительно новый: RICH-детектор с полным внутренним отражением. Фотоны черенковского излучения, испущенные под углом θ, распространяются вдоль пластины за счёт полного внутреннего отражения с сохранением этого угла до самого торца пластины, где расположен позиционно-чувствительный фотоприёмник. По образующемуся на нём световому изображению можно определить угол θ.

Регистрация фотонов в большинстве RICH-детекторов осуществляется фоточувствительными многопроволочными пропорциональными камерами (МППК) или фотоумножителями.

## Основные характеристики RICH-детекторов
| Эксперимент   | Радиатор, l              | S МППК, м² | π/K разделение, ГэВ/с |
| ------------- | ------------------------ | ---------- | --------------------- |
| CLEO III      | LIF (10 мм)              | 14         | 0,1 — 2,8             |
| Hades (GSI)   | С4F10 (0,5 мм)           | 1,4        | 0,1 — 1,5             |
| Alice (LHC)   | С6F14 (15 мм)            | 12         | 0,8 — 3               |
| TJNAF-Hall A  | С6F14 (15 мм)            | 2          | 0,8 — 3               |
| COMPASS (SPS) | С4F10 (3 м) N2+C2H6 (8м) | 8 (RICH-1) | 3 — 120               |

Угловое разрешение RICH-детекторов зависит от целого ряда причин, среди которых общей является хроматическая дисперсия среды радиатора — зависимость её показателя преломления от длины волны. Зачастую эта причина может стать доминирующей, особенно при регистрации ультрафиолетового света, поскольку с увеличением длины волны дисперсия возрастает.